# Solva brasiliana
Solva brasiliana är en tvåvingeart som först beskrevs av Lindner 1949.  Solva brasiliana ingår i släktet Solva och familjen lövträdsflugor. Inga underarter finns listade i Catalogue of Life.